# جايسون مايكلز
جايسون مايكلز (بالإنجليزية: Jason Michaels)‏ هو لاعب كرة قاعدة أمريكي، ولد في 4 مايو 1976 في تامبا في الولايات المتحدة.

## وصلات خارجية
- جايسون مايكلز على موقع دوري كرة القاعدة الرئيسي (الإنجليزية)
- جايسون مايكلز على موقعبيزبول رفرنس.كوم (الدوري الرئيسي) (الإنجليزية)
- جايسون مايكلز على موقعبيزبول رفرنس.كوم (الدوري الثانوي) (الإنجليزية)
- جايسون مايكلز على موقع إي إس بي إن.كوم (أم.أل.بي) (الإنجليزية)
- جايسون مايكلز على موقع مشجعي الرسوم البيانية (الإنجليزية)